# Bellinzone
Bellinzone (en italien : Bellinzona  ; en romanche : Blizuna  ; en latin : Bilitio ou à l'accusatif Bilitionem) est une ville et une commune suisse du canton du Tessin, dont elle est la capitale, ainsi que le chef-lieu du district du même nom.

## Géographie

Photo aérienne par Walter Mittelholzer (1919).

### Situation
La ville est située dans le centre du canton, sur la rivière Tessin. C'est un point de passage important d'où partent des routes vers les cols du Saint-Gothard, du Lukmanier, du San Bernardino et du Nufenen.
La commune de Bellinzone s'étend sur 164,91 km2. Lors du relevé de 2013-2018, les surfaces d'habitations et d'infrastructures représentaient 10,1 % de sa superficie, les surfaces agricoles 11,3 %, les surfaces boisées 68,5 % et les surfaces improductives 10,1 %.

### Transports
- Ligne ferroviaire CFF Lucerne/Zurich – Chiasso/Milan
- Ligne ferroviaire CFF Bellinzone – Locarno
- Lignes de bus pour Mesocco, pour Arbedo, pour Camorino, pour Castione, pour Locarno, pour Biasca, pour Artore, pour Coire, pour Airolo et pour Grono
- Autoroute A2, Bâle – Chiasso, sortie 45 (Bellinzone-Nord) et 47 (Bellinzone-Sud)
- Autoroute A13, St. Margrethen – Coire – Bellinzone, sortie 45 (Bellinzone-Nord)

La gare de Bellinzone est également le départ de la route cycliste nationale appelée route des Grisons qui conduit à Coire.

## Histoire

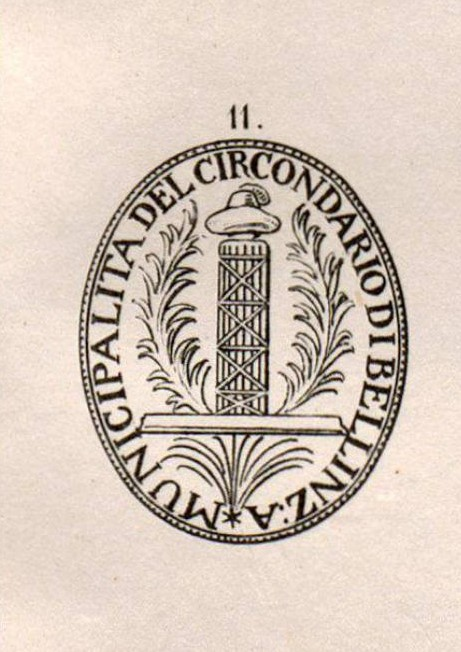
Ancien blason de la « municipalité de la circonscription de Bellinzona » (en italien)

La ville est pour la première fois citée en 590 dans un texte des Historiae de Grégoire de Tours car, aux portes de Bellinzone, se déroula une bataille entre Lombards et Francs : « Olo autem dux ad Bilitionem huius urbis castrum, in campis situm Caninis, inportunae accedens, iaculo sub papilla sauciatus, cecidit et mortuus est. »
Au Moyen Âge, la ville dépendait du duché de Milan. Les guerres successives menées par les cantons suisses aboutirent à l'annexion de Bellizone et sa région. Le bailliage de Bellinzone était propriété commune d'Uri, de Schwytz et de Nidwald. La Constitution de la République helvétique du 12 avril 1798 créa le canton de Bellinzone. En 1803, le canton du Tessin est créé par fusion du canton de Bellinzone avec le canton de Lugano. Bellinzone et les deux autres villes principales, Lugano et Locarno, se disputent alors le titre de capitale ; un décret de 1878 fixe définitivement les institutions à Bellinzone.
C'est à Bellinzone que le Théâtrophone fait ses débuts dès 1878 où, du théâtre de la ville, on transmet l'opéra Don Pasquale de Donizetti sur le réseau téléphonique.
Le 2 avril 2017, la commune de Bellinzone absorbe les communes voisines de Camorino, Claro, Giubiasco, Gnosca, Gorduno, Gudo, Moleno, Monte Carasso, Pianezzo, Preonzo, Sant'Antonio et Sementina.

## Politique et administration

### Juridiction
Bellinzone abrite le siège du Tribunal pénal fédéral, en activité depuis 2004.

### Administration cantonale
La ville abrite le Conseil d'État et le Grand Conseil du canton du Tessin.

### Administration municipale

#### Municipalité
La ville est dirigée par une municipalité de sept membres, dont le maire, élus pour un mandat de quatre ans, qui forment l'organe exécutif.
Mario Branda est le maire de Bellinzone pour la quatrième législature consécutive, qui prendra fin en 2028.
Pour la législature 2024-2028, la municipalité est composée de 3 membres du PLR, de 2 membres du PS, d'un membre du Centre et d'un membre de la Lega.

#### Conseil communal
Un conseil communal de cinquante membres élus constitue l'organe représentatif.
Pour la législature 2024-2028, le Conseil communal est composé de 19 élus du PLR, de 13 élus du PS, de 10 élus du Centre, de 9 élus de la Lega-UDC, de 3 élus des Verts et Indépendants, de 2 élus d'Avanti con Ticino&Lavoro-Più Donne, de 2 élus du MPS et de 2 élus d'Il Noce.

## Population et société

### Démographie

#### Population
Bellinzone compte 44 743 habitants fin 2023. Sa densité de population atteint alors 271 hab./km2.

#### Pyramide des âges
En 2023, le taux de personnes de moins de 30 ans s'élève à 30,2 %, au-dessus de la valeur cantonale (28,3 %). Le taux de personnes de plus de 60 ans est quant à lui de 27,8 %, alors qu'il est de 30,7 % au niveau cantonal.
La même année, la commune compte 21 692 hommes pour 23 051 femmes, soit un taux de 48,5 % d'hommes, inférieur à celui du canton (48,7 %).
| Hommes | Classe d’âge | Femmes |
| ------ | ------------ | ------ |
| 0,7    | 90 ans ou +  | 1,9    |
| 8,7    | 75 à 89 ans  | 11,0   |
| 16,3   | 60 à 74 ans  | 17,0   |
| 22,4   | 45 à 59 ans  | 22,5   |
| 20,0   | 30 à 44 ans  | 19,1   |
| 17,3   | 15 à 29 ans  | 15,4   |
| 14,6   | - de 14 ans  | 13,1   |

| Hommes | Classe d’âge | Femmes |
| ------ | ------------ | ------ |
| 0,8    | 90 ans ou +  | 2,0    |
| 9,9    | 75 à 89 ans  | 12,5   |
| 17,9   | 60 à 74 ans  | 18,3   |
| 23,6   | 45 à 59 ans  | 23,1   |
| 17,9   | 30 à 44 ans  | 17,4   |
| 16,7   | 15 à 29 ans  | 14,6   |
| 13,2   | - de 14 ans  | 12,1   |

### Sports
- Club de football : Associazione Calcio Bellinzone.

## Culture et patrimoine

### Héraldique
| Blason | Blasonnement : De gueules au serpent d'argent. |

### Monuments et curiosités

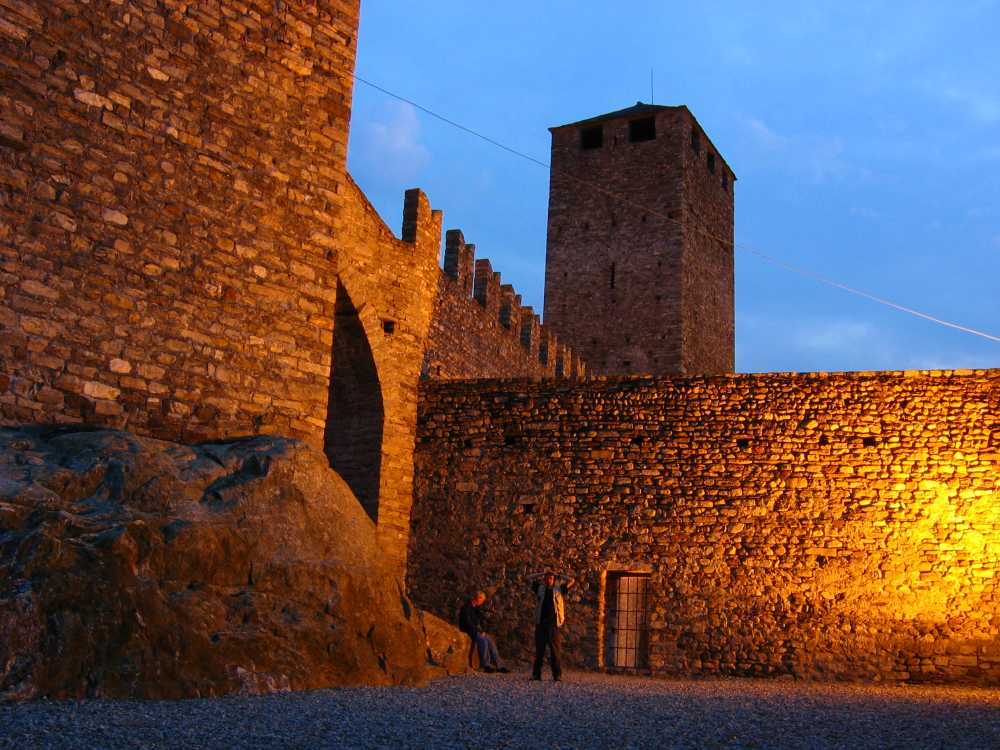
Fortification de Bellinzone.

- Les trois châteaux de Castelgrande, Montebello et Sasso Corbaro et la muraille ceinturant la ville sont inscrits depuis 2000 au patrimoine mondial de l'humanité de l'UNESCO[8].
- L'église paroissiale San Biagio et ses fresques du Moyen Âge tardif.
- L'église Sainte-Marie des Grâces.

### Bellinzone dans l'art

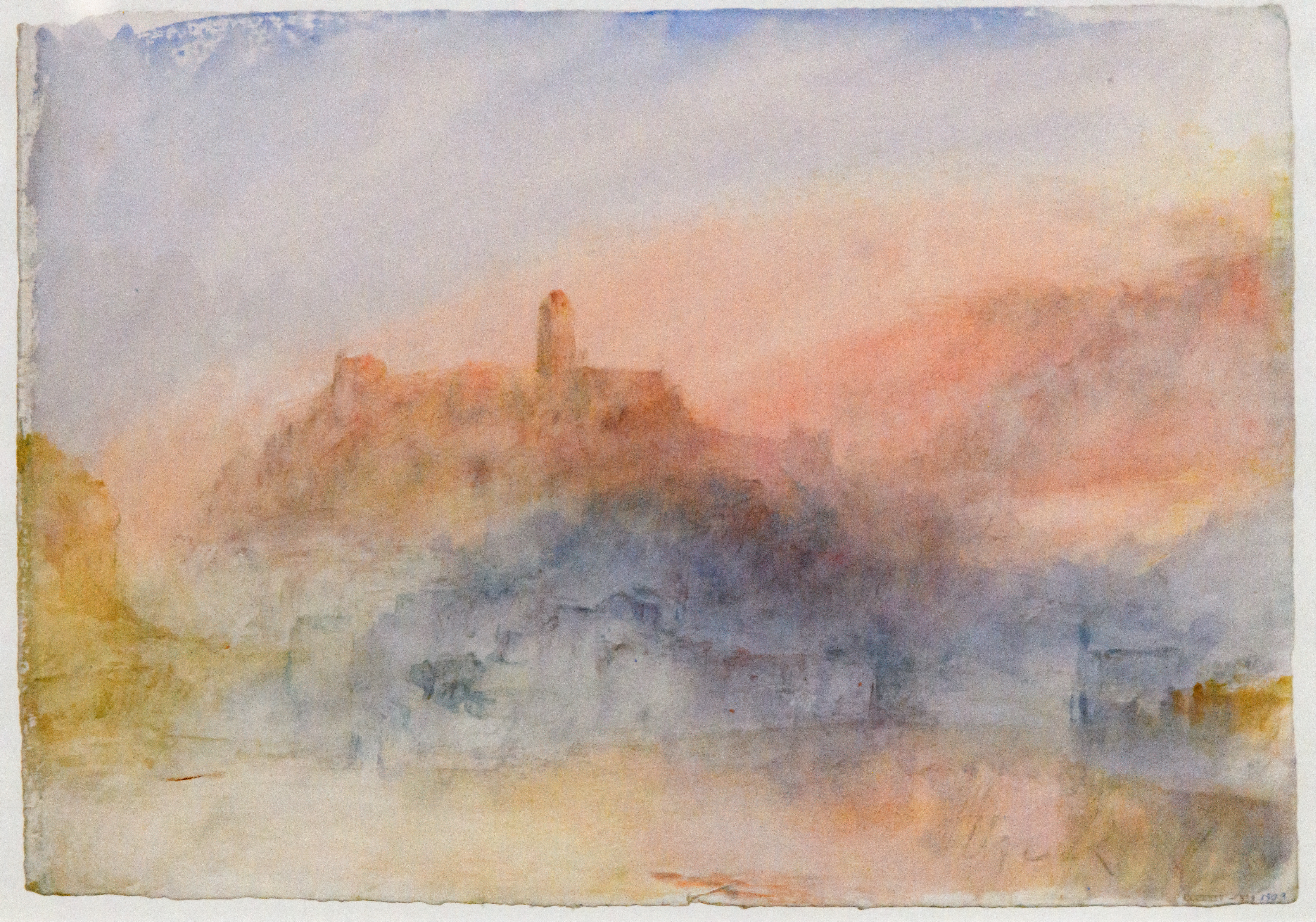
Bellinzona par J. M. W. Turner - 1830.
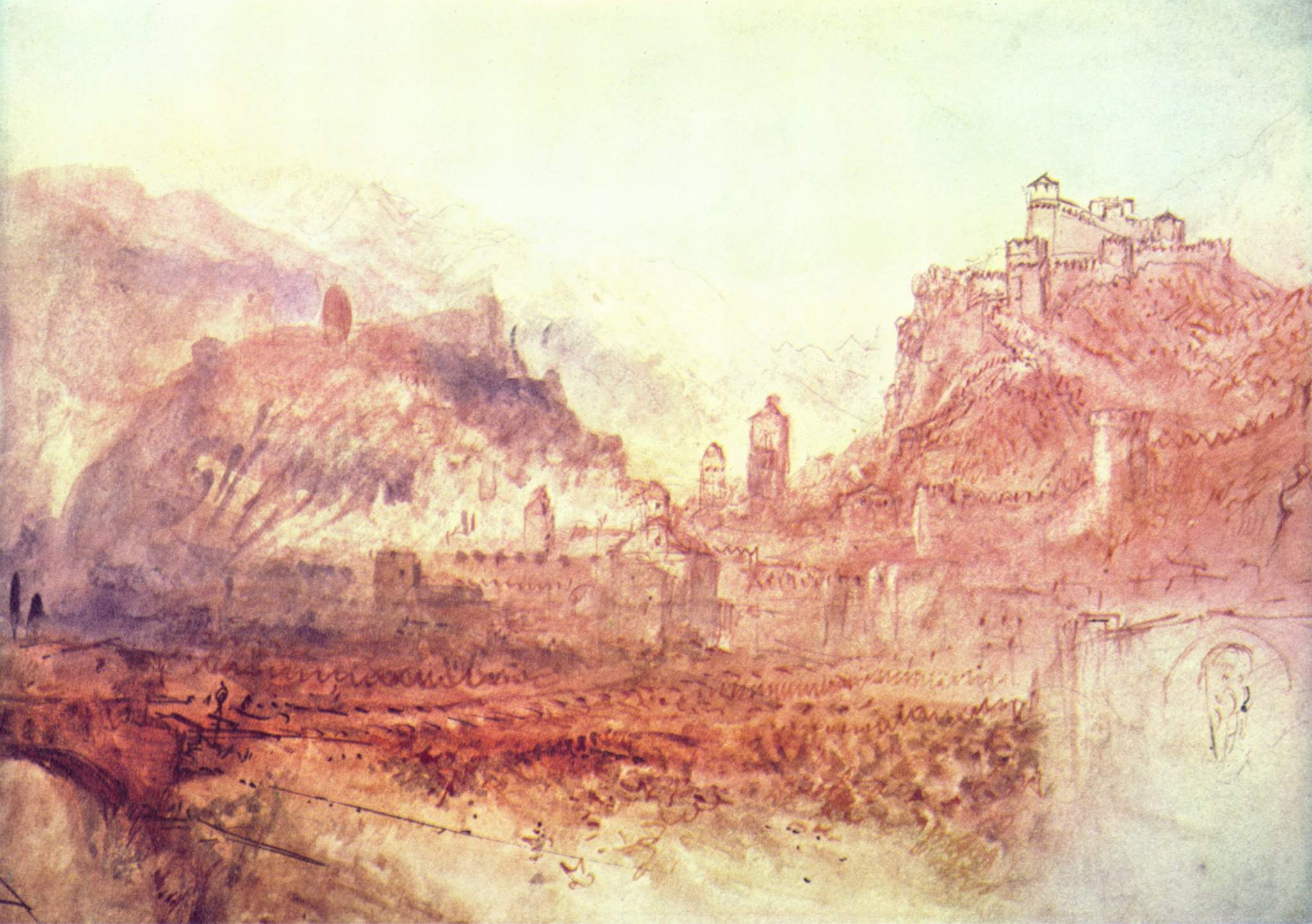
Bellinzona par J. M. W. Turner - 1841.

### Personnalités liées à la ville
- Andrea Fazioli (1978-), écrivain vivant à Bellinzone.
- Fiorenzo Lafranchi (1957-1995), éditeur suisse né à Cadenazzo dans le district de Bellinzone.
- Mauro Lustrinelli (1976-), footballeur.
- Vivaldo Martini (1908-1990), peintre.
- Giorgio Orelli (1921-2013), poète et écrivain.
- Antonio Permunian (1930-2020), footballeur suisse, y est né.
- Anita Traversi (1937-1991), chanteuse.
- Kubilay Türkyılmaz (1967-), footballeur.